# Camponotus curviscapus
Camponotus curviscapus är en myrart som beskrevs av Carlo Emery 1896. Camponotus curviscapus ingår i släktet hästmyror, och familjen myror. Inga underarter finns listade.

## Bildgalleri

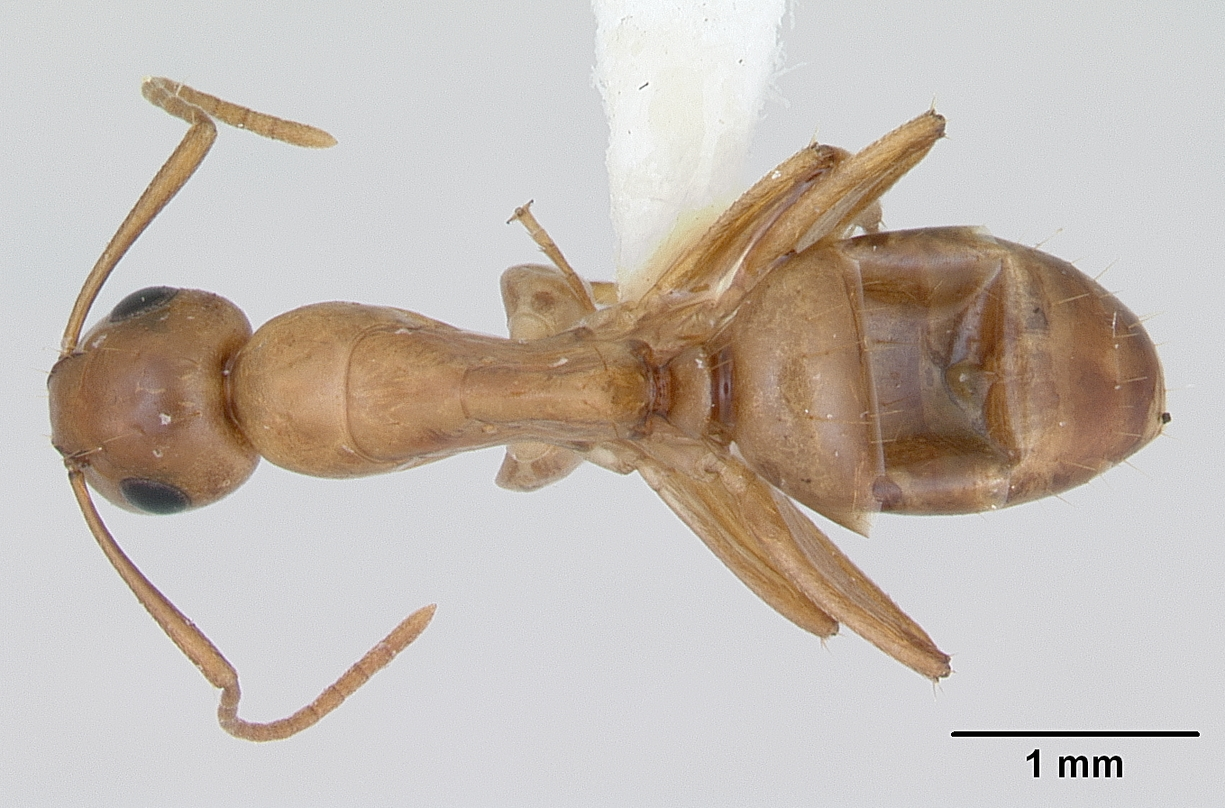
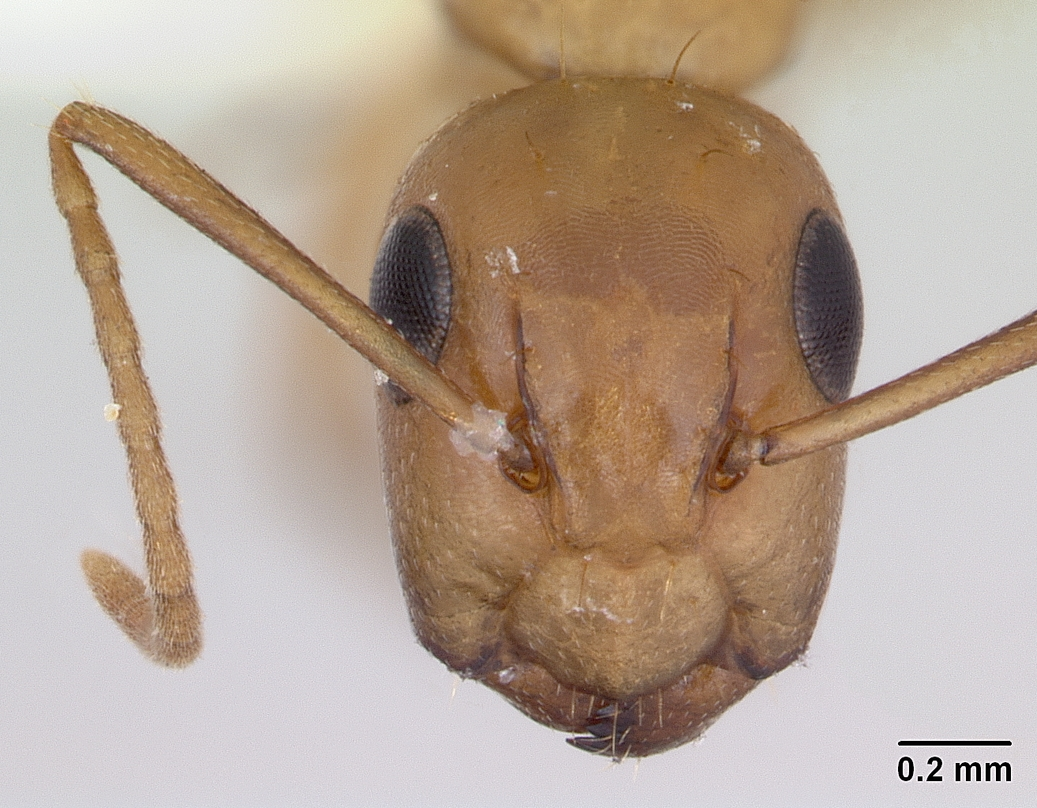
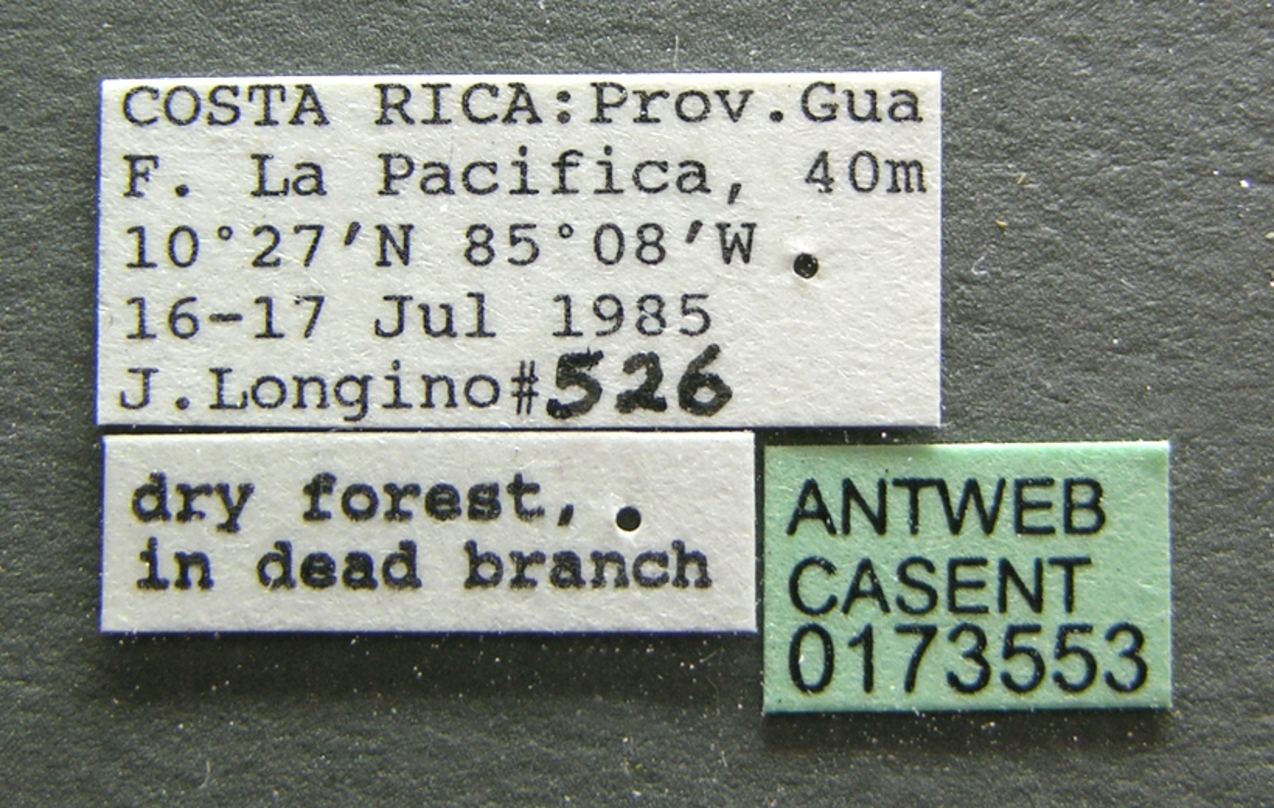
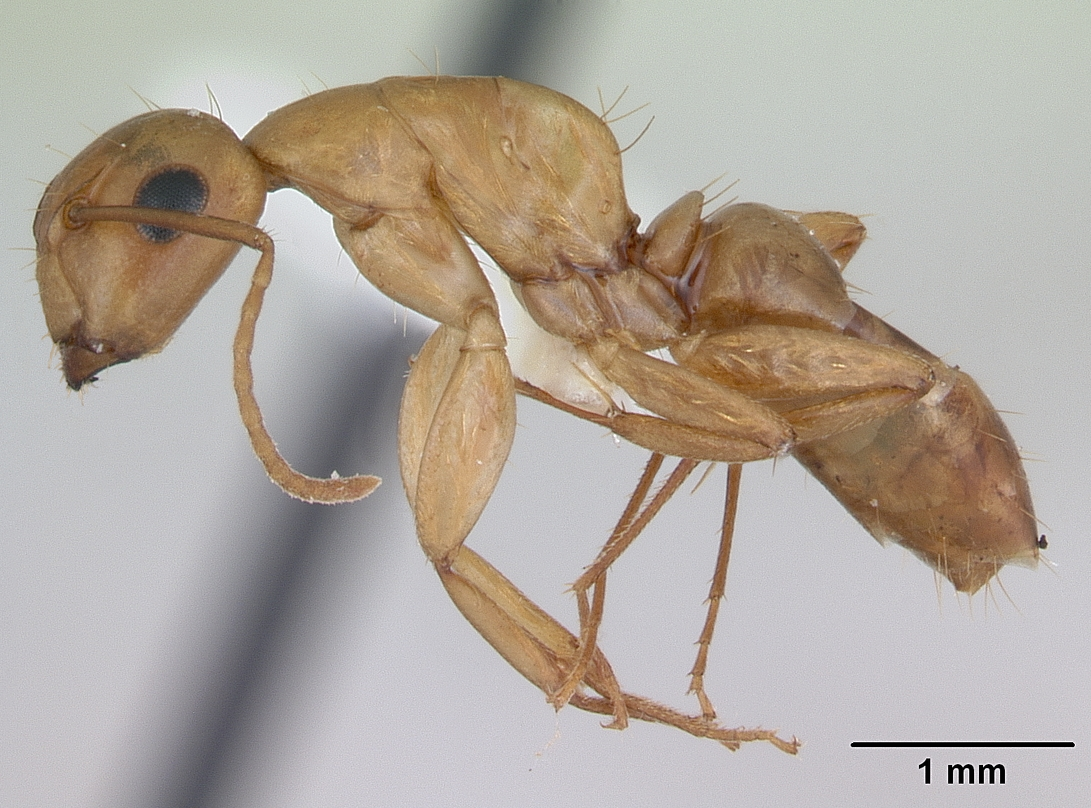
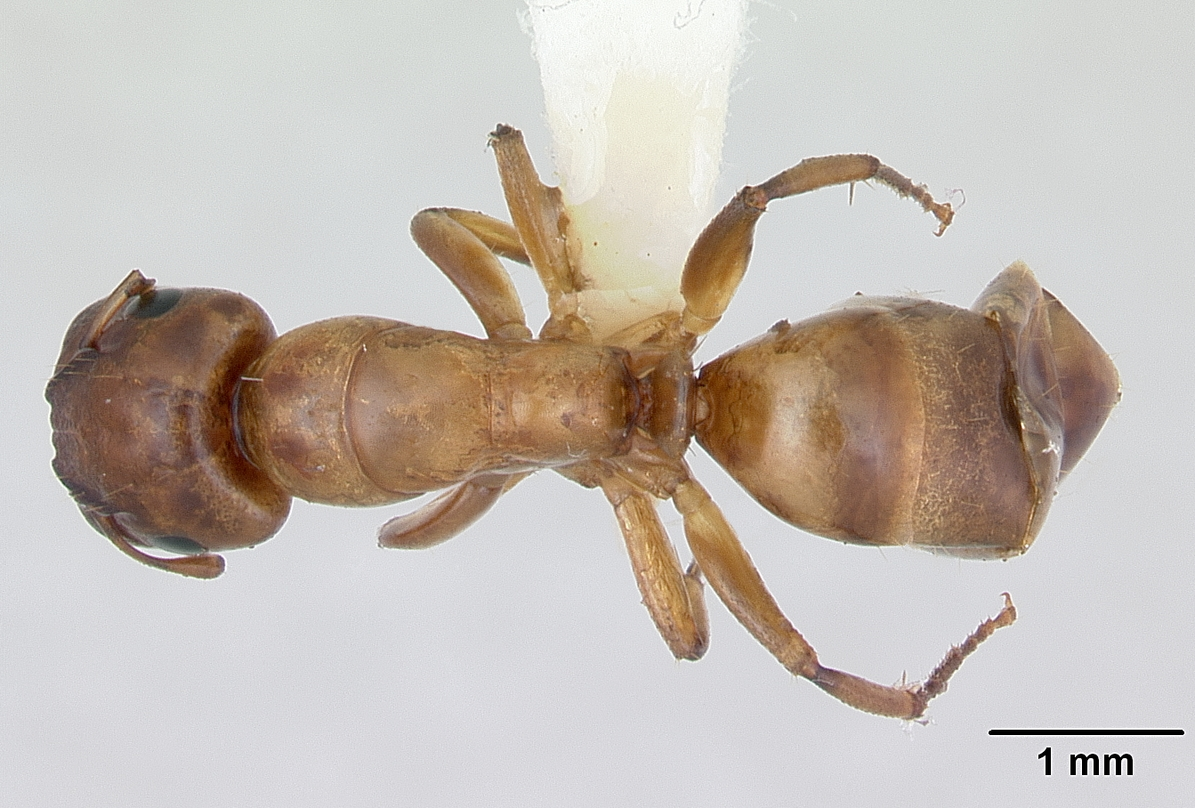
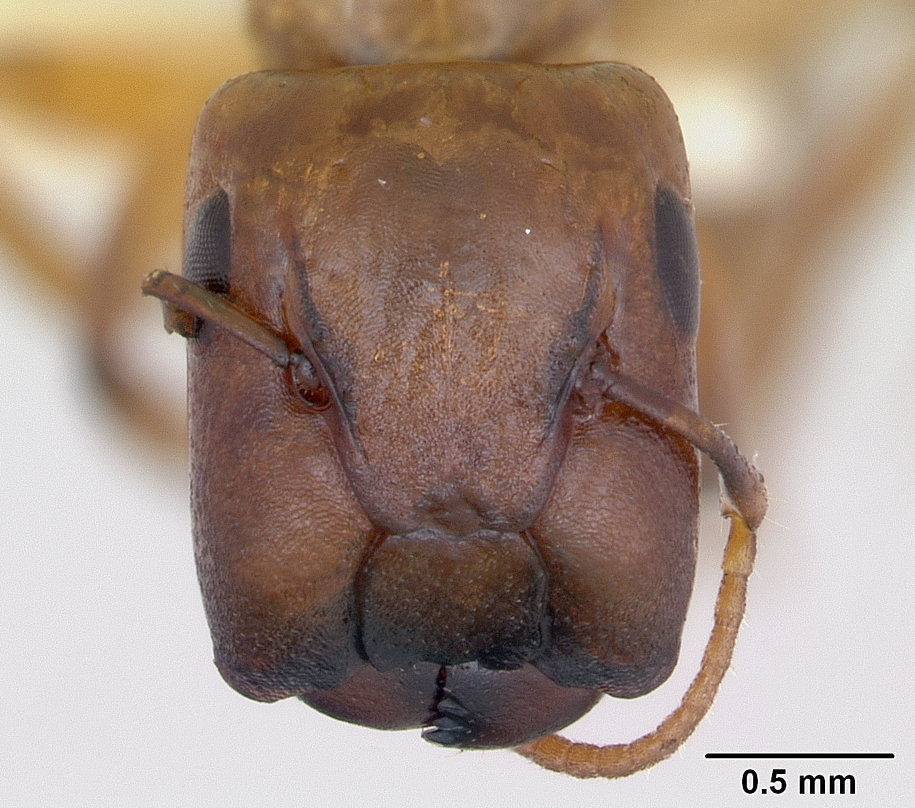